# Proteção no desemprego
A proteção no desemprego é um  conjunto de mecanismos do Estado para defender os trabalhadores na situação de desemprego. A lógica subjacente é que o rendimento do trabalhador e o bem-estar do seu agregado familiar depende do seu emprego. A perda deste não só implica a perda do rendimento como muitas vezes a posterior reinserção laboral implica uma deterioração na qualidade do emprego.:24-25
O mecanismo tradicional para reduzir o risco de desemprego é a indenização por rescisão de contrato. Alguns países adotaram também outros instrumentos, como complementos às indenizações de saída, para proporcionar ao desempregado um rendimento enquanto procura novo emprego, através de contas individuais, por exemplo, nas quais o empregador deposita periodicamente uma quantia definida por lei, a disponibilizar ao trabalhador em caso de renúncia.:25
O seguro-desemprego adotado no Brasil  é financiado pelo dinheiro proveniente de uma contribuição social paga por pessoas jurídicas (chamada contribuição para o PIS/PASEP), que é depositada no Fundo de Amparo ao Trabalhador (FAT). Ao contrário do que ocorre em outros países, os trabalhadores, no Brasil, não participam diretamente do financiamento do seguro-desemprego - o que leva alguns estudiosos a qualificarem o direito como assistencial, e não previdenciário.
Em Portugal está estabelecido o subsídio de desemprego, pago pelo Estado através da Segurança Social, financiado pelas contribuições obrigatórias feitas pelas entidades patronais e trabalhadores para esse e outros fins de proteção e solidariedade social.

## Brasil
No Brasil o seguro-demprego é concedido pela Caixa Econômica Federal. É um dos benefícios da Previdência Social, mas não é pago pelo INSS. Pode ser requerido por:
1. todo trabalhador dispensado sem justa causa;
2. aqueles cujo contrato de trabalho foi suspenso em virtude de participação em curso ou programa de qualificação oferecido pelo empregador;
3. pescadores profissionais durante o período em que a pesca é proibida devido à procriação das espécies e
4. trabalhadores resgatados da condição análoga à de escravidão.

O valor depende do salário, consiste em no máximo cinco parcelas e tem um teto limite.
Embora já previsto na Constituição de 1946, o benefício só foi criado em 1986 pelo então presidente José Sarney através do Decreto 2.283 de 27 de fevereiro. Posteriormente o benefício passou a integrar o Programa do Seguro-Desemprego, instituído através da Lei n.º 7.998, de 11 janeiro de 1990, que também deliberou sobre a fonte de recursos, com a instituição do Fundo de Amparo ao Trabalhador - FAT. 

### Modalidades do Seguro-Desemprego
O seguro-desemprego é um benefício da previdência social, com fundos do FAT. Ele é classificado também em modalidades, que visam beneficiar alguns tipos específicos de trabalhadores.
- Modalidade trabalhador formal: tem como objetivo cobrir todo trabalhador formal que seja dispensado sem justa causa;
- Modalidade bolsa qualificação: tem como objetivo incentivar capacitação de funcionários, de modo a evitar sua demissão, através da suspensão do contrato de trabalho, em virtude de participação em curso ou programa de qualificação oferecido pelo empregador;
- Modalidade empregado doméstico: tem como objetivo cobrir os trabalhadores domésticos, que são uma classe especial de trabalhador formal, em caso de dispensa sem justa causa;
- Modalidade trabalhador resgatado: tem como objetivo cobrir os trabalhadores resgatados da condição análoga à de escravidão.

## Portugal
Para ser elegível a fim de receber o subsídio de desemprego inicial ou subsídio social de desemprego inicial, um desempregado tem de ter um percurso contributivo para a Segurança Social de pelo menos seis meses e por iniciativa da entidade patronal.
O contrato de trabalho pode cessar por motivo de extinção do posto de trabalho, caducidade do contrato de trabalho a termo certo ou incerto, ou por mútuo acordo.
Nas situações que a situação de desemprego ocorra por mútuo acordo, a entidade patronal não pode ultrapassar uma determinada quota, consoante o número de trabalhadores que tenha ao seu serviço.